# José María Usandizaga
José María Usandizaga (31. března 1887 San Sebastian – 5. října 1915 tamtéž) byl španělský hudební skladatel a klavírista. Spolu s Jesúsem Guridim je považován za otce baskické opery.

## Život
Narodil se v hudební rodině, hru na klavír začal studovat u své matky Anny Soraluce. V devíti letech vstoupil na Akademii múzických umění v San Sebastianu. Ve věku 14 let se odešel do Paříže, kde studoval na Schola Cantorum skladbu u Vincenta d'Indy a hru na klavír u Gabriela Grovleze. V této době již měl zdravotní problémy, které zabránily, aby se klavíru věnoval profesionálně. Na škole se seznámil s Jesúsem Guridim, se kterým jej spojil zájem o povznesení baskické hudby a stali se celoživotními přáteli.
Většina jeho orchestrálních a komorních děl patří do doby jeho pobytu v Paříži: Suite en La (1904), Dans la mer op. 20 (1904), Sinfónica sobre un tema de canto llano op. 26 (1905) či Smyčcový kvartet G-dur op. 31, který používá některé baskické populární melodie. Po návratu do San Sebastian v lednu 1906 napsal Rapsodii na baskické lidové písně a další skladby s baskickou tematikou.
V roce 1909 zkomponoval na objednávku Pěveckého sdružení v Bilbau baskickou lyrickou operu Mendi-Mendiyan, která měla velmi úspěšnou premiéru v roce 1910 v Bilbau a o rok později v San Sebastianu. Nejúspěšnějším Usandizagovým dílem se však stala zarzuela Las Golondrinas. Poslední operu La Llama již nestihl dokončit. Zemřel na tuberkulózu 5. října 1915 v San Sebastianu ve věku 28 let.
Operu La Llama dokončil jeho bratr Ramón, který také přepracoval zarzuelu Las Golondrinas do formy klasické opery.

## Dílo (výběr)
Jevištní díla
- Mendi – Mendiyan (pastoral lírica, text María Lejárraga, 1910, Bilbao)
- Las golondrinas (drama lírico, text José Power, 1914, Madrid)
- La Llama (opera, text Gregorio Martínez Sierra, 1918, San Sebastian)

Orchestrální skladby
- Suite en la op.14, 1904
- Dans la mer op.20, poème symphonique, 1904
- Ouverture symphonique op.21, 1905
- Irurak bat, rapsodia para orquesta sobre tres cantos populares vascongados, 1906
- Hassan y Melihah, fantasía-danza para orquesta, 1912
- Los Reyes Magos, 1912
- Horra Mari Domingui
- Umezurtza pro sóla, sbor a orchestr

Komorní hudba
- Lied, Op.16 pour piano et violon 1904
- Quartet en Sol (1905)
- Romance pour violon et piano
- Fantasía para violoncello y piano 1908
- Sèrènade op. 19 pour violon et piano

Mezi jeho menšími vokálními díly se nachází i píseň věnovaná Pražskému Jezulátku: Pastora divina = Al Niño Jesús de Praga.